# Diametru

Un diametru al acestui cerc este colorat în albastru deschis.

Diametru (limba greacă: διάμετρος (diametros), "diagonala unui cerc", din δια- (dia-), "lățime, prin" + μέτρον (metron), "a măsura") este un concept utilizat în matematică. Din punct de vedere geometric, diametru al unui cerc este orice segment care are ca extremități două puncte de pe cerc și trece prin centrul cercului, acestea fiind cele mai lungi corzi ale cercului respectiv.
În prezent, termenul s-a extins și asupra lungimii comune a acestor segmente, astfel că prin diametrul unui cerc (articulat) se înțelege acea lungime comună, egală ca valoare cu dublul lungimii razei cercului.
Pentru o suprafață plană convexă, diametrul acelei suprafețe este cea mai mare distanță dintre două puncte aparținând (graniței) suprafeței. Un termen înrudit este lățimea suprafeței, aceasta fiind cea mai mică distanță dintre puncte aparținând graniței suprafeței.
În teoria grafurilor, diametrul unui graf este cea mai mare distanță dintre două noduri aparținând grafului.